# 瓜尔达马尔德拉萨福尔
瓜尔达马尔德拉萨福尔，是西班牙巴伦西亚自治区巴伦西亚省的一个市镇。总面积1平方公里，总人口76人（2001年），人口密度76人/平方公里。